# Nidfurn
Nidfurn – miejscowość w gminie Glarus Süd w Szwajcarii, w kantonie Glarus. Liczba mieszkańców według danych z 31 grudnia 2020 wynosiła 258 osób. Do 30 czerwca 2006 samodzielna gmina, która dzień później z gminą Leuggelbach została przyłączona do gminy Haslen. 1 stycznia 2011 gmina Haslen z pozostałymi dwunastoma gminami utworzyła nową gminę Glarus Süd.